# Lac Kamango
Le lac Kamango situé au nord du delta central du Niger est un lac du Mali faisant partie du système hydraulique du lac Figuibine situé à quelques kilomètres à l'ouest près des villes de Bintagoungou et de Farach dans la région de Tombouctou.